# Контукук (Њу Хемпшир)
Контукук (енгл. Contoocook) насељено је место без административног статуса у америчкој савезној држави Њу Хемпшир.

## Демографија
По попису из 2010. године број становника је 1.444, што је 0 (0,0%) становника више него 2000. године.
| Група             | 2000.         | 2010.         |
| Белци             | 1.420 (98,3%) | 1.398 (96,8%) |
| Афроамериканци    | 4 (0,3%)      | 10 (0,7%)     |
| Азијати           | 3 (0,2%)      | 4 (0,3%)      |
| Хиспаноамериканци | 8 (0,6%)      | 17 (1,2%)     |
| Укупно            | 1.444         | 1.444         |